# Nya sparbanken i Lund

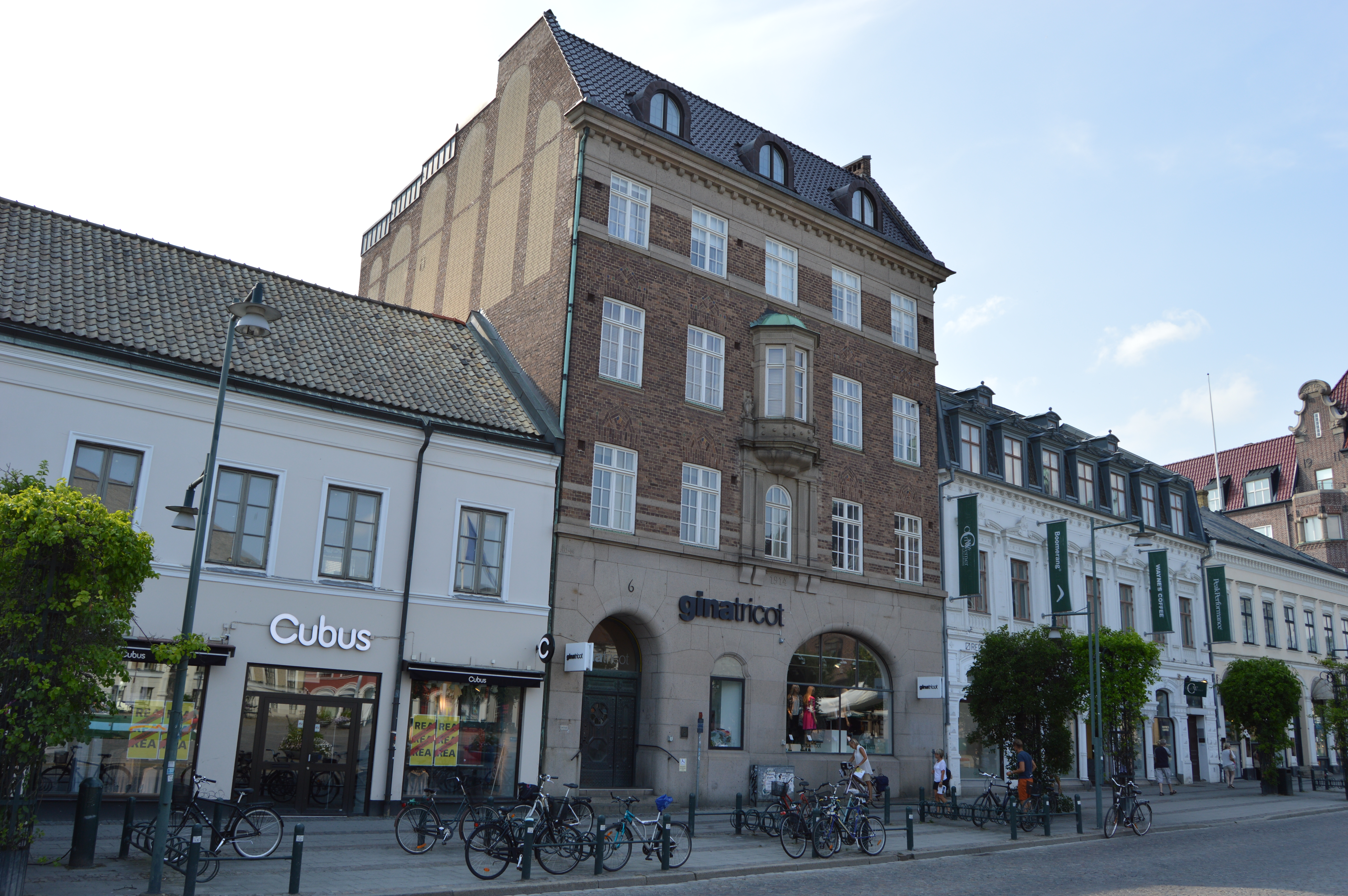
Nya sparbankens byggnad vid Stortorget

Nya sparbanken i Lund var en svensk sparbank i Lund, grundad 1861 som Sparbanken för Lunds stad och kringliggande land. Det var stadens tredje sparbank, efter (Gamla) Sparbanken i Lund och Torna, Bara och Harjagers Härads Sparbank.
Banken öppnade för insättning den 2 oktober 1861. Inledningsvis var banken inhyst i fabrikör Carl Otto Borgs gård på Stora Södergatan. Den 28 september 1885 flyttade banken till handlanden L. J. Lundgrens gård på Stora Södergatan 4.
Bankens huvudkontor låg på Storgatan 6 vid Stortorget i en byggnad uppförd 1913-14 efter Alfred Hellerströms ritningar.
Banken kallades i folkmun för "fruntimmersbanken", vilket ska ha varit på grund av att banken hade kvinnlig personal vid kassorna.
År 1962 fusionerade Nya och Gamla Sparbanken under namnet Sparbanken i Lund och 1971 skulle de även gå samman med Torna Sparbank för att bilda Lundabygdens Sparbank. Den har i sin tur senare uppgått i Sparbanken Finn (1991), Sparbanken Öresund (2010) och Sparbanken Skåne (2014).
Nya sparbankens tidigare huvudkontor fungerade som avdelningskontor för de efterföljande sparbankerna fram till den 16 mars 1978 när det lades ner. Beslutet som nedläggning togs av Lundabygdens sparbank i juni 1977 och motiverades med att kontoret hade omfattande moderniseringsbehov, vilket var en investering man inte fann försvarbar med tanke på närheten till andra kontor.